# Xiangshi
Xiangshi (kinesiska: 相市, 相市乡) är en socken i Kina. Den ligger i provinsen Hunan, i den södra delen av landet, omkring 170 kilometer söder om provinshuvudstaden Changsha. Antalet invånare är 22972. Befolkningen består av 11 076 kvinnor och 11 896 män. Barn under 15 år utgör 19,0 %, vuxna 15-64 år 70 %, och äldre över 65 år 9,0 %.
Genomsnittlig årsnederbörd är 1 658 millimeter. Den regnigaste månaden är maj, med i genomsnitt 253 mm nederbörd, och den torraste är oktober, med 28 mm nederbörd.